# Portas
Portas és un municipi de la província de Pontevedra a Galícia. Pertany a la Comarca de Caldas.
| 1991 | 1996 | 2001 | 2004 |
| ---- | ---- | ---- | ---- |
| 3326 | 3231 | 3205 | 3176 |

## Parròquies
- Briallos (San Cristovo)
- Lantaño (San Pedro)
- Portas (Santa María)
- Romai (San Xián).